# 阿列塔 (紐約州)
阿列塔（英語：Arietta）是一個位於美國紐約州漢密爾頓縣的鎮。

## 人口
根據2020年美國人口普查的數據，阿列塔的面積為853.16平方千米，當中陸地面積為821.49平方千米，而水域面積為31.67平方千米。當地共有人口292人，而人口密度為每平方千米0人。